# 横浜駅西口出入口
横浜駅西口出入口（よこはまえきにしぐちでいりぐち）は、神奈川県横浜市西区にある首都高速道路神奈川2号三ツ沢線の出入口である。金港JCT方面入口、三ツ沢方面出口のみのハーフICである。

## 歴史
1972年8月7日、首都高速神奈川1号横羽線東神奈川出入口 - 金港JCT - 首都高速神奈川2号三ツ沢線横浜駅西口出入口間が開通。1978年3月7日には横浜駅西口出入口 - 保土ヶ谷インターチェンジ間が開通した。

## 接続道路
- 環状1号線（横浜市主要地方道83号青木浅間線）

## 周辺
- 横浜駅（西口）
- 横浜髙島屋
- 神奈川県道13号横浜生田線

## 隣
首都高速神奈川2号三ツ沢線
金港JCT - (251)横浜駅西口出入口 - (253)三ツ沢出入口

## 料金所
- レーン数：3
  - 一般・ETC：2
  - 閉鎖中：1